# بانیوله
شهر بانیوله (به فرانسوی: Bagnolet)  [baɲɔlɛ] در شهرستان سن-سن-دنی در ناحیه ایل-دو-فرانس با جمعیت 36٬060 نفر در کشور فرانسه واقع شده‌است